# David Lidow
David Randall Lidow (1977) è un ex schermidore statunitense.

## Biografia
Ha partecipato ai campionati mondiali di scherma del 1998.
È sposato con la ex schermitrice messicana Carla Esteva.

## Palmarès
In carriera ha conseguito i seguenti risultati:
- Giochi Panamericani:

Winnipeg 1999: argento nel fioretto a squadre.